# メチオノール
メチオノール（英: methionol）は、有機硫黄化合物の一種。天然には醤油に含まれ、高濃度ではタマネギや食肉に似た香りを持つが、希釈すると醤油の香りを生じる。

## 用途
シーズニングやミート系フレーバーとして0.05〜1.0ppmほど使用される。肉や魚の生臭さを弱める作用があり、料理の下処理に醤油を使用することにより効果が生じる。

## 生成
天然にはダイズのタンパク質に含まれるメチオニンが変化して生じるが、工業的にはプロピレンクロルヒドリンにNaSCH3を反応させて製造する。
{\displaystyle {\ce {HOCH2CH2CH2Cl\ + NaSCH3 ->CH3SCH2CH2CH2OH\ + NaCl}}}

## 安全性
日本の消防法では危険物第4類・第3石油類に分類される。